# Літературна премія імені Володимира Короленка
Літературна премія імені Володимира Короленка — премія Національної Спілки письменників України для відзначення українських письменників, що пишуть російською мовою та проживають в Україні та за її межами, за визначні здобутки в сучасній літературі. Носила ім'я російського письменника і громадського діяча українського походження Володимира Короленка. Вручалася у 1990—2021 роках.

## Про премію
Заснована у 1990 році. Присуджується за кращу книгу прози та творів для дітей і юнацтва російськомовним авторам. Висунення відбувається до 1 червня. Присудження — до 10 липня. Голова журі — Олексій Нікітін.
Станом на 2023 рік інформація про премію відсутня у офіційному списку літературних премій НСПУ.

## Лауреати
- 1990: Кривін Фелікс Давидович.
- 1993: Губін Олексій Іванович[2]
- 1999: Басарія Етері — за роман «Взгляд поверх ворот, выходящих на луг»[3].. Силаєв Борис Дмитрович — за книжку «Хлопцы с холодной горы».
- 2000: Нікітін Олексій Сергійович — за книгу «Рука птицелова».
- 2001: Хургін Олександр Зіновійович — за книгу повістей та оповідань «Возвращение желаний».
- 2002: Ягупова Світлана Володимирівна — за книгу «Твой образ». Бушняк Володимир Степанович — за роман «Стамбульский зазывала».
- 2003: Карпенко Володимир — за роман «Амба».[4]
- 2004: Євгенія Чуприна — за роман «Роман з Пельменем»О нас и наших авторах (рос.) . СЕТЕВАЯ СЛОВЕСНОСТЬ. Процитовано 27 лютого 2025.</ref>
- 2005: Славич Станіслав Кононович — за повість «Мальчик Дима и его жемчужина». Кілеса В'ячеслав Володимирович — за повість «Мальчик Дима и его жемчужина».
- 2006: Родіонов Володимир Олександрович — за книгу есеїв «Жизни жизней». Руднєв Євген — за повість для дітей «Полет без крыльев».
- 2007: Крим Анатолій Ісакович — за книгу «Рассказы о еврейском счастье».
- 2008: Олександр Турчинов — за книгу «Иллюзия страха».
- 2009: Степовичка Леся — за роман «Брак с бокалом пельзенского пива»[5].
- 2011: Сергій Пономаренко — за книгу «Ведьмин подарок».
- 2012: Марина Муляр  — за книгу «В режиме ожидания».
- 2014: Батурин Сергій — за книгу «Потомственный чекист».
- 2015: Фурманов Юрій Олександрович — за книгу «Одна жизнь…».
- 2016: Рафєєнко Володимир Володимирович — за книгу «Краткая книга прощаний».
- 2017: Андрій та Світлана Клімови — за книгу «Моя сумасшедшая». Каріне Арутюнова — за книгу «Цвет граната, вкус лимона».
- 2018: Олександр Мардань — за повість «Очередь». Олексій Гедеонов — за книгу «Случайному гостю».
- 2019: Людмила Загоруйко — за книгу «Конец географии». Гончарова Маріанна Борисівна — за книгу «Тупо в синем и в кедах».
- 2020: Олександр Володарський — за книгу «Мой Ионыч». Юрій Нікітінський — за книгу «Вовка, который оседлал бомбу».
- 2021: Олексій Александров — за книгу «Книга Книг».